# Celonites varipenis
Celonites varipenis är en stekelart som beskrevs av Richards 1962. Celonites varipenis ingår i släktet Celonites och familjen Masaridae. Inga underarter finns listade.